# Australiens högsta domstol

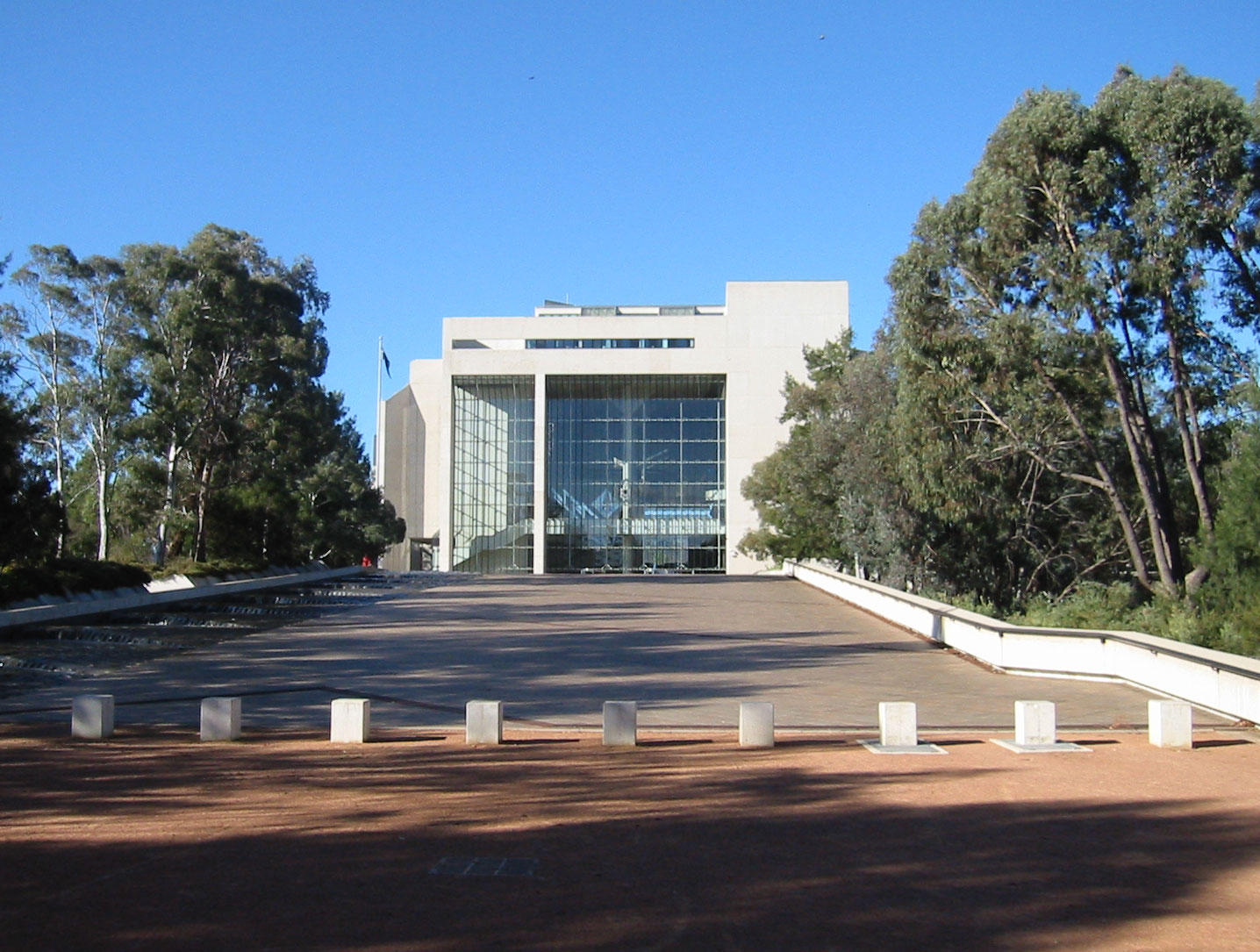
Ingången till Högsta domstolen

Australiens högsta domstol, High Court of Australia, är den högsta juridiska beslutsinstansen i Australien. Den har både originell och appellativ jurisdiktion, den har prövningsrätt över lagar som skapas av Australiens parlament och de olika delstatsparlamenten. Den har även tolkningsrätt av Australiens konstitution. Den högsta domstolen får sitt mandat från avsnitt 71 i konstitutionen som behandlar den dömande makten i det Australiska statsförbundet. Domstolen etablerades av Judiciary Act 1903. Domstolsbyggnaden befinner sig i huvudstaden Canberra.